# Voetbalelftal van Bosnië en Herzegovina in 2001
Het Bosnisch voetbalelftal speelde 21 interlands in het jaar 2001, waaronder zes wedstrijden in de kwalificatiereeks voor de WK-eindronde 2002 in Japan en Zuid-Korea. De ploeg stond onder leiding van Drago Smajlović, en van Husnija Arapović, die met de B-selectie deelnam aan toernooien in India, Maleisië en Iran. Op de in 1993 geïntroduceerde FIFA-wereldranglijst steeg Bosnië in 2001 van de 79ste (januari 2001) naar de 69ste plaats (december 2001).

## Balans
| Wedstrijden | Wedstrijden | Wedstrijden | Wedstrijden | Doelpunten | Doelpunten | Doelpunten | Punten |
| Gespeeld    | Winst       | Gelijk      | Verlies     | Voor       | Tegen      | Saldo      | Punten |
| ----------- | ----------- | ----------- | ----------- | ---------- | ---------- | ---------- | ------ |
| 21          | 10          | 6           | 5           | 33         | 25         | +8         | 1.238  |

## Interlands
|                                                                    |            |                                   |                |                                                                                        |
| 12 januari Millennium Soccer Cup № 41 «onderlinge duels» 19:30 uur | Bangladesh | 0 – 2                             | Bosnië en Her. | Jawaharlal Nehru Stadion, Kochi Toeschouwers: 20.000 Scheidsrechter: Vasan Surem (INA) |
| 12 januari Millennium Soccer Cup № 41 «onderlinge duels» 19:30 uur |            | 55' Almedin Hota 58' Almedin Hota |                | Jawaharlal Nehru Stadion, Kochi Toeschouwers: 20.000 Scheidsrechter: Vasan Surem (INA) |

|                                                                    |                    |       |                                                            |                                                                                              |
| 14 januari Millennium Soccer Cup № 42 «onderlinge duels» 17:30 uur | Bosnië en Herz.    | 1 – 1 | Voetbalelftal van Servië en Montenegro (mannen)Joegoslavië | Jawaharlal Nehru Stadion, Kochi Toeschouwers: 30.000 Scheidsrechter: Abdul Halim Hamid (THA) |
| 14 januari Millennium Soccer Cup № 42 «onderlinge duels» 17:30 uur | Mirsad Bešlija 75' |       | 85' Dušan Petković                                         | Jawaharlal Nehru Stadion, Kochi Toeschouwers: 30.000 Scheidsrechter: Abdul Halim Hamid (THA) |

|                                                                    |                                     |       |                                                                      |                                                                                              |
| 18 januari Millennium Soccer Cup № 43 «onderlinge duels» 19:00 uur | Uruguay                             | 2 – 3 | Bosnië en Her.                                                       | Jawaharlal Nehru Stadion, Kochi Toeschouwers: 20.000 Scheidsrechter: Abdul Halim Hamid (THA) |
| 18 januari Millennium Soccer Cup № 43 «onderlinge duels» 19:00 uur | Daniel Pereira 12' Juan Segalés 59' |       | 40' Zehrudin Kavazović 83' Dželaludin Muharemović 97' Mirsad Bešlija | Jawaharlal Nehru Stadion, Kochi Toeschouwers: 20.000 Scheidsrechter: Abdul Halim Hamid (THA) |

|                                                                    |       |                            |                |                                                                                          |
| 22 januari Millennium Soccer Cup № 44 «onderlinge duels» 17:00 uur | Chili | 0 – 1                      | Bosnië en Her. | Salt Lake Stadion, Calcutta Toeschouwers: onbekend Scheidsrechter: Rungkly Mangkol (THA) |
| 22 januari Millennium Soccer Cup № 44 «onderlinge duels» 17:00 uur |       | 75' Dželaludin Muharemović |                | Salt Lake Stadion, Calcutta Toeschouwers: onbekend Scheidsrechter: Rungkly Mangkol (THA) |

|                                                                    |                                    |       |                |                                                                                        |
| 25 januari Millennium Soccer Cup № 45 «onderlinge duels» 17:00 uur | Joegoslavië                        | 2 – 0 | Bosnië en Her. | Salt Lake Stadion, Calcutta Toeschouwers: 15.000 Scheidsrechter: Rungkly Mangkol (THA) |
| 25 januari Millennium Soccer Cup № 45 «onderlinge duels» 17:00 uur | Igor Duljaj 7' Igor Bogdanović 45' |       |                | Salt Lake Stadion, Calcutta Toeschouwers: 15.000 Scheidsrechter: Rungkly Mangkol (THA) |

|                                                       |                     |       |                    |                                                                                |
| 28 februari Vriendschappelijk № 46 «onderlinge duels» | Bosnië en Herz.     | 1 – 1 | Hongarije          | Bilino Polje, Zenica Toeschouwers: 9.000 Scheidsrechter: Sašo Lazarevski (MKD) |
| 28 februari Vriendschappelijk № 46 «onderlinge duels» | Sergej Barbarez 22' |       | 13' Ferenc Horváth | Bilino Polje, Zenica Toeschouwers: 9.000 Scheidsrechter: Sašo Lazarevski (MKD) |

|                                                            |                     |       |                  |                                                                                        |
| 24 maart WK-kwalificatie № 47 «onderlinge duels» 19:30 uur | Bosnië en Herz.     | 1 – 1 | Oostenrijk       | Stadion Koševo, Sarajevo Toeschouwers: 32.000 Scheidsrechter: Tom Henning Øvrebø (NOR) |
| 24 maart WK-kwalificatie № 47 «onderlinge duels» 19:30 uur | Sergej Barbarez 43' |       | 61' Michael Baur | Stadion Koševo, Sarajevo Toeschouwers: 32.000 Scheidsrechter: Tom Henning Øvrebø (NOR) |

|                                                            |               |                                                          |                |                                                                                   |
| 28 maart WK-kwalificatie № 48 «onderlinge duels» 19:00 uur | Liechtenstein | 0 – 3                                                    | Bosnië en Her. | Rheinparkstadion, Vaduz Toeschouwers: 3.400 Scheidsrechter: Andrejs Sipailo (LAT) |
| 28 maart WK-kwalificatie № 48 «onderlinge duels» 19:00 uur |               | 10' Sergej Barbarez 72' Sergej Barbarez 89' Almedin Hota |                | Rheinparkstadion, Vaduz Toeschouwers: 3.400 Scheidsrechter: Andrejs Sipailo (LAT) |

|                                                          |                                                                           |       |                    |                                                                                            |
| 2 juni WK-kwalificatie № 49 «onderlinge duels» 20:30 uur | Spanje                                                                    | 4 – 1 | Bosnië en Her.     | Estadio Carlos Tartiere, Oviedo Toeschouwers: 27.000 Scheidsrechter: Roy Helge Olsen (NOR) |
| 2 juni WK-kwalificatie № 49 «onderlinge duels» 20:30 uur | Fernando Hierro 26' Javi Moreno 76' Raúl González 89' Diego Tristán 90+1' |       | 41' Mirsad Bešlija | Estadio Carlos Tartiere, Oviedo Toeschouwers: 27.000 Scheidsrechter: Roy Helge Olsen (NOR) |

|                                                  |           |                         |                |                                                                                               |
| 20 juni Merdeka Toernooi № 50 «onderlinge duels» | Slowakije | 0 – 1                   | Bosnië en Her. | Shah Alam Stadion, Shah Alam Toeschouwers: 8.000 Scheidsrechter: Subkhiddin Mohd Salleh (MAS) |
| 20 juni Merdeka Toernooi № 50 «onderlinge duels» |           | 63' (e.d.) Milan Jambor |                | Shah Alam Stadion, Shah Alam Toeschouwers: 8.000 Scheidsrechter: Subkhiddin Mohd Salleh (MAS) |

|                                                  |         |                    |                |                                                                                          |
| 23 juni Merdeka Toernooi № 51 «onderlinge duels» | Bahrein | 0 – 1              | Bosnië en Her. | Shah Alam Stadion, Shah Alam Toeschouwers: 4.000 Scheidsrechter: Halim Abdul Hamid (MAS) |
| 23 juni Merdeka Toernooi № 51 «onderlinge duels» |         | 3' Almin Kulenović |                | Shah Alam Stadion, Shah Alam Toeschouwers: 4.000 Scheidsrechter: Halim Abdul Hamid (MAS) |

|                                                  |                                            |       |                                     |                                                                                     |
| 24 juni Merdeka Toernooi № 52 «onderlinge duels» | Maleisië                                   | 2 – 2 | Bosnië en Her.                      | Shah Alam Stadion, Shah Alam Toeschouwers: 5.000 Scheidsrechter: Huang Junjie (CHN) |
| 24 juni Merdeka Toernooi № 52 «onderlinge duels» | Rusdi Suparman 70' Ahmad Shahrul Azhar 83' |       | 48' Vedran Pelić 70' Enes Mešanović | Shah Alam Stadion, Shah Alam Toeschouwers: 5.000 Scheidsrechter: Huang Junjie (CHN) |

|                                                  |          |                                      |                |                                                                                     |
| 27 juni Merdeka Toernooi № 53 «onderlinge duels» | Maleisië | 0 – 2                                | Bosnië en Her. | Shah Alam Stadion, Shah Alam Toeschouwers: 60.000 Scheidsrechter: Hie Yuanyin (CHN) |
| 27 juni Merdeka Toernooi № 53 «onderlinge duels» |          | 10' Jasmin Hurić 18' Almin Kulenović |                | Shah Alam Stadion, Shah Alam Toeschouwers: 60.000 Scheidsrechter: Hie Yuanyin (CHN) |

|                                                  |                                                |       |                     |                                                                                          |
| 30 juni Merdeka Toernooi № 54 «onderlinge duels» | Oezbekistan                                    | 2 – 1 | Bosnië en Her.      | Shah Alam Stadion, Shah Alam Toeschouwers: 1.000 Scheidsrechter: Halim Abdul Hamid (MAS) |
| 30 juni Merdeka Toernooi № 54 «onderlinge duels» | Leonid Koshelev 83' Bakhtiyor Hamidullaev 119' |       | 90' Velimir Brašnić | Shah Alam Stadion, Shah Alam Toeschouwers: 1.000 Scheidsrechter: Halim Abdul Hamid (MAS) |

|                                                   |                                         |       |                                          |                                                                                     |
| 22 juli Vriendschappelijk № 55 «onderlinge duels» | Bosnië en Herz.                         | 2 – 2 | Iran                                     | Stadion Pod Borićima, Bihać Toeschouwers: 7.500 Scheidsrechter: Darko Čeferin (SLO) |
| 22 juli Vriendschappelijk № 55 «onderlinge duels» | Sead Seferović 7' Miroslav Dujmović 10' |       | 16' Sirous Deenmohammadi 90' Fraz Fatemi | Stadion Pod Borićima, Bihać Toeschouwers: 7.500 Scheidsrechter: Darko Čeferin (SLO) |

|                                           |                                                |       |                                                                                         |                                                                               |
| 8 augustus LG Cup № 56 «onderlinge duels» | Zuid-Afrika                                    | 2 – 4 | Bosnië en Her.                                                                          | Azadi Stadion, Teheran Toeschouwers: 40.000 Scheidsrechter: Ali Hamirad (IRN) |
| 8 augustus LG Cup № 56 «onderlinge duels» | Simon Makhubela 15' Simon Makhubela 70' (pen.) |       | 35' Dželaludin Muharemović 40' Admir Adžem 90' Ramiz Husić 90+3' Dželaludin Muharemović | Azadi Stadion, Teheran Toeschouwers: 40.000 Scheidsrechter: Ali Hamirad (IRN) |

|                                            |                                                                |       |                |                                                                                  |
| 10 augustus LG Cup № 57 «onderlinge duels» | Iran                                                           | 4 – 0 | Bosnië en Her. | Azadi Stadion, Teheran Toeschouwers: 80.000 Scheidsrechter: Tajaddin Fares (SYR) |
| 10 augustus LG Cup № 57 «onderlinge duels» | Mehdi Hasheminasab 6' Ali Daei 67' Ali Karimi 82' Ali Daei 90' |       |                | Azadi Stadion, Teheran Toeschouwers: 80.000 Scheidsrechter: Tajaddin Fares (SYR) |

|                                                       |                                   |       |       |                                                                                     |
| 15 augustus Vriendschappelijk № 58 «onderlinge duels» | Bosnië en Herz.                   | 2 – 0 | Malta | Stadion Grbavica, Sarajevo Toeschouwers: 4.000 Scheidsrechter: Attila Abraham (HUN) |
| 15 augustus Vriendschappelijk № 58 «onderlinge duels» | Elvir Baljić 17' Elvir Baljić 44' |       |       | Stadion Grbavica, Sarajevo Toeschouwers: 4.000 Scheidsrechter: Attila Abraham (HUN) |

|                                                               |                 |       |        |                                                                                   |
| 1 september WK-kwalificatie № 59 «onderlinge duels» 19:15 uur | Bosnië en Herz. | 0 – 0 | Israël | Stadion Koševo, Sarajevo Toeschouwers: 14.000 Scheidsrechter: Dieter Schoch (SUI) |
| 1 september WK-kwalificatie № 59 «onderlinge duels» 19:15 uur |                 |       |        | Stadion Koševo, Sarajevo Toeschouwers: 14.000 Scheidsrechter: Dieter Schoch (SUI) |

|                                                               |                                       |       |                |                                                                                      |
| 5 september WK-kwalificatie № 60 «onderlinge duels» 19:30 uur | Oostenrijk                            | 2 – 0 | Bosnië en Her. | Ernst-Happel-Stadion, Wenen Toeschouwers: 23.200 Scheidsrechter: Graham Barber (ENG) |
| 5 september WK-kwalificatie № 60 «onderlinge duels» 19:30 uur | Andreas Herzog 38' Andreas Herzog 86' |       |                | Ernst-Happel-Stadion, Wenen Toeschouwers: 23.200 Scheidsrechter: Graham Barber (ENG) |

|                                                             |                                                                                       |       |               |                                                                               |
| 7 oktober WK-kwalificatie № 61 «onderlinge duels» 19:15 uur | Bosnië en Herz.                                                                       | 5 – 0 | Liechtenstein | Bilino Polje, Zenica Toeschouwers: 6.000 Scheidsrechter: John McDermott (IRL) |
| 7 oktober WK-kwalificatie № 61 «onderlinge duels» 19:15 uur | Muhamed Konjić 33' Elvir Baljić 45' Nermin Šabić 69' Elvir Baljić 82' Mario Dodić 85' |       |               | Bilino Polje, Zenica Toeschouwers: 6.000 Scheidsrechter: John McDermott (IRL) |

## FIFA-wereldranglijst
| JAN | FEB | MAR | APR | MEI | JUN | JUL | AUG | SEP | OKT | NOV | DEC |
| --- | --- | --- | --- | --- | --- | --- | --- | --- | --- | --- | --- |
| 79  | 73  | 74  | 69  | 72  | 78  | 75  | 78  | 76  | 70  | 71  | 69  |

## Statistieken
- In onderstaand overzicht zijn alleen de (negen) wedstrijden van de A-selectie verwerkt.

| Tomislav Piplica       | 1969-04-05 | Energie Cottbus      | 6 | 0 | 0 | 6 | 0 |
| Almir Tolja            | 1974-10-25 | NK Čelik Zenica      | 2 | 0 | 0 | 2 | 0 |
| Adnan Gušo             | 1975-11-30 | FK Željezničar       | 1 | 0 | 0 | 8 | 0 |
| Amel Mujčinovič        | 1973-11-20 | NK Publikum Celje    | 0 | 1 | 0 | 1 | 0 |
| Verdediging            |            |                      |   |   |   |   |   |
| Vedin Musić            | 1973-03-11 | Como Calcio          | 8 | 0 | 0 |   |   |
| Mirsad Hibić           | 1973-10-11 | Atlético Madrid      | 7 | 0 | 0 |   |   |
| Faruk Hujdurović       | 1970-05-14 | Energie Cottbus      | 4 | 0 | 0 |   |   |
| Mirsad Varešanović     | 1972-05-31 | FK Sarajevo          | 4 | 0 | 0 |   |   |
| Muhamed Konjić         | 1970-05-14 | Coventry City        | 3 | 0 | 1 |   |   |
| Asmir Ikanović         | 1976-04-30 | NK Čelik Zenica      | 2 | 2 | 0 |   |   |
| Munever Rizvić         | 1973-11-04 | Torpedo Moskou       | 2 | 1 | 0 |   |   |
| Admir Adžem            | 1973-03-25 | FK Željezničar       | 2 | 0 | 0 |   |   |
| Bulend Biščević        | 1975-03-10 | FK Željezničar       | 1 | 2 | 0 |   |   |
| Dženan Hošić           | 1976-05-13 | Anzji Machatsjkala   | 1 | 0 | 0 |   |   |
| Almin Kulenović        | 1973-11-15 | Jedinstvo Bihać      | 1 | 0 | 0 |   |   |
| Saša Papac             | 1980-02-07 | FC Kärnten           | 1 | 0 | 0 |   |   |
| Ivan Medvid            | 1977-10-13 | NK Slaven Belupo     | 0 | 2 | 0 |   |   |
| Safet Nadarević        | 1980-08-30 | Jedinstvo Bihać      | 0 | 1 | 0 |   |   |
| Middenveld             |            |                      |   |   |   |   |   |
| Nermin Šabić           | 1973-12-21 | NK Zagreb            | 7 | 0 | 1 |   |   |
| Bruno Akrapović        | 1967-09-26 | Energie Cottbus      | 7 | 0 | 0 |   |   |
| Mirsad Bešlija         | 1979-07-06 | KRC Genk             | 5 | 0 | 1 | 5 | 1 |
| Hasan Salihamidžić     | 1977-01-01 | Bayern München       | 5 | 0 | 0 |   |   |
| Edin Mujčin            | 1970-01-14 | JEF United           | 4 | 0 | 0 |   |   |
| Almedin Hota           | 1976-07-22 | FC Kärnten           | 3 | 6 | 1 |   |   |
| Dželaludin Muharemović | 1970-03-23 | FK Željezničar       | 2 | 4 | 0 |   |   |
| Sead Seferović         | 1970-04-28 | FK Željezničar       | 1 | 0 | 1 |   |   |
| Enes Demirović         | 1972-06-13 | Hapoel Petach Tikwa  | 0 | 1 | 0 |   |   |
| Samir Duro             | 1977-10-18 | NK Maribor           | 0 | 1 | 0 |   |   |
| Omer Joldić            | 1977-01-01 | FK Saturn            | 0 | 1 | 0 |   |   |
| Nenad Mišković         | 1975-10-13 | Partizan Belgrado    | 0 | 1 | 0 |   |   |
| Dalibor Šilić          | 1979-01-23 | FK Željezničar       | 0 | 1 | 0 |   |   |
| Aanval                 |            |                      |   |   |   |   |   |
| Elvir Baljić           | 1974-07-08 | Rayo Vallecano       | 7 | 0 | 4 |   |   |
| Sergej Barbarez        | 1971-09-17 | Hamburger SV         | 5 | 0 | 4 |   |   |
| Marko Topić            | 1976-01-01 | Energie Cottbus      | 3 | 3 | 0 |   |   |
| Elvir Bolić            | 1971-10-10 | Rayo Vallecano       | 3 | 0 | 0 |   |   |
| Marijo Dodić           | 1974-02-18 | NK Slaven Belupo     | 1 | 1 | 1 |   |   |
| Miroslav Dujmović      | 1978-10-19 | Hrvatski Dragovoljac | 1 | 0 | 1 |   |   |
| Nedim Jusufbegović     | 1974-09-30 | FK Velež Mostar      | 1 | 0 | 0 |   |   |
| Enes Mešanović         | 1975-09-22 | Dinamo Zagreb        | 1 | 0 | 0 |   |   |
| Edin Šaranović         | 1976-03-08 | FK Sarajevo          | 0 | 2 | 0 |   |   |
| Velimir Brasnić        | 1977-05-06 | HNK Orašje           | 0 | 1 | 0 |   |   |
| Senad Brkić            | 1969-09-03 | NK Čelik Zenica      | 0 | 1 | 0 |   |   |
| Nedim Halilović        | 1979-07-01 | NK Varteks Varaždin  | 0 | 1 | 0 |   |   |

N/FS BiH · A-internationals · Bondscoaches · Statistieken · Bosnisch vrouwenelftal · Bosnië U23 · Bosnië U21 · Bosnië U19 · Bosnië U18 · Bosnië U17 · Bosnië U16
1995 – 1999 ·
2000 – 2009 ·
2010 – 2019 ·
2020 − 2029
WK 2014
1995 · 
1996 · 
1997 · 
1998 · 
1999 · 
2000 · 
2001 · 
2002 · 
2003 · 
2004 · 
2005 · 
2006 · 
2007 · 
2008 · 
2009 · 
2010 · 
2011 · 
2012 · 
2013 · 
2014 · 
2015 · 
2016 · 
2017 · 
2018 ·
2019 ·
2020 ·
2021 ·
2022 ·
2023 ·
2024
Albanië ·
Algerije ·
Andorra ·
Argentinië ·
Armenië ·
Azerbeidzjan ·
Bahrein ·
Bangladesh ·
België ·
Brazilië · 
Bulgarije ·
Chili ·
China ·
Costa Rica ·
Cyprus ·
Denemarken ·
Duitsland ·
Egypte ·
Engeland ·
Estland ·
Faeröer ·
Finland ·
Frankrijk ·
Georgië ·
Ghana ·
Gibraltar ·
Griekenland ·
Hongarije ·
Ierland · 
IJsland ·
Indonesië ·
Iran ·
Israël ·
Italië ·
Ivoorkust ·
Japan ·
Joegoslavië · 
Jordanië ·
Kazachstan ·
Koeweit ·
Kroatië ·
Letland ·
Liechtenstein ·
Litouwen ·
Luxemburg ·
Maleisië ·
Malta ·
Mexico ·
Moldavië ·
Montenegro ·
Nederland ·
Nigeria ·
Noord-Ierland ·
Noord-Macedonië ·
Noorwegen ·
Oekraïne ·
Oezbekistan ·
Oman ·
Oostenrijk ·
Paraguay ·
Polen ·
Portugal ·
Qatar ·
Roemenië ·
San Marino ·
Schotland ·
Senegal ·
Servië en Montenegro ·
Slovenië ·
Slowakije ·
Spanje ·
Tsjechië ·
Tunesië · 
Turkije ·
Verenigde Staten · 
Vietnam ·
Wales ·
Wit-Rusland ·
Zimbabwe ·
Zuid-Korea ·
Zweden ·
Zwitserland
Argentinië (2014) ·
Iran (2014) ·
Nigeria (2014)